# 劉カク
劉瑴（りゅう かく、生没年不詳）は、南朝梁の官僚。字は仲宝。本貫は沛国相県。

## 経歴
東晋の丹陽尹の劉惔の七世孫にあたる。若くして品行方正で才能と度量があった。国子礼生から射策で高い成績をおさめ、寧海県令となった。しばらくして湘東王蕭繹の下で記室参軍となり、さらに中記室に転じた。太清3年（549年）、侯景が建康を陥落させ、蕭繹が江陵で承制すると、蕭繹の檄文の多くは劉瑴の手によって書かれるようになった。劉瑴は蕭繹（元帝）の政権下で尚書左丞や御史中丞を歴任した。承聖2年（553年）、吏部尚書・国子祭酒に転じた。
承聖3年（554年）、西魏の攻撃により江陵が陥落すると、劉瑴は連行されて長安に入った。劉瑴の晩年については知られていない。

## 伝記資料
- 『梁書』巻41 列伝第35
- 『南史』巻50 列伝第40